# Dieta optymalna
Dieta optymalna, dieta pełnowartościowa lub dieta zbilansowana – sposób odżywiania, który gwarantuje dostarczenie wszystkich niezbędnych składników odżywczych i energetycznych w ilościach dokładnie odpowiadających potrzebom organizmu. Według współczesnej wiedzy medycznej tego rodzaju dieta nie da się sprecyzować, ponieważ zapotrzebowanie na składniki odżywcze jest dla każdego człowieka różne ze względu na różnice osobnicze, wiek, płeć, stan zdrowia, stan fizjologiczny, tryb życia, rodzaj wykonywanej pracy, uwarunkowania kulturowe, miejsce zamieszkania, porę roku i dostępność określonych produktów żywnościowych.

## Zalecenia naukowe
Większość rządowych bądź niezależnych instytucji zajmujących się z naukowego punktu widzenia kwestią właściwej zdrowotnie diety ogranicza się zwykle do ogólnych zaleceń, określających ile i jakich składników pokarmowych (takich jak tłuszcz, węglowodany, białka, błonnik, witaminy i mikroelementy) powinno być spożywane przez ludzi w określonym wieku i przy określonym trybie życia. Instytucje te często publikują oceny naukowe rozmaitych diet w formie tabel, które uwidaczniają potencjalne braki lub nadmiary określonych składników pokarmowych dla określonych grup ludzi, bez jednoznacznego polecania żadnej z nich.

### Piramida odżywiania
W Polsce, do roku 2020, zalecaną przez Ministerstwo Zdrowia dieta była zbudowana w kształcie piramidy, składającej się z produktów zbożowych, warzyw, owoców, ograniczonej ilości produktów zwierzęcych (mięsa, jaj), i minimalnej tłuszczów i słodyczy. Jest to dieta wysokowęglowodanowa, oparta na zaleceniach tzw. food guide pyramid, opracowanego przez United States Department of Agriculture. Zalecenia te po raz pierwszy zostały opracowane w 1916 i wówczas zostały przedstawione na wykresie kołowym, a po raz pierwszy zostały przedstawione w postaci trójkąta w 1992 roku.
Ostatnia wersja tych zaleceń, rekomendowanych przez Ministerstwo Zdrowia, została opracowane w 2016 roku przez Narodowe Centrum Edukacji Żywieniowej Instytutu Żywności i Żywienia o nazwie "Piramidy Zdrowego Żywienia i Aktywności Fizycznej". Zalecenia te były dostępne w trzech wariantach: dla osób dorosłych, dla dzieci i młodzieży oraz dla osób starszych.

### Talerz zdrowego żywienia
Współcześnie odchodzi się od formułowania zalecań w formie "Piramidy zdrowego żywienia", jako nieczytelne i częściowo niezgodne z najnowszą wiedzą naukową. W jej miejsce prezentuje się "Talerz zdrowego żywienia", który został opracowany przez ekspertów z Harvard. Polska wersja została przedstawiona przez Narodowe Centrum Edukacji Żywienia w nowych "Zalecenia zdrowego żywienia" w październiku 2020 roku. Szczegóły wprowadzenia nowych zaleceń zostały ujęte w ogólnodostępnym e-booku "Wiem, że dobrze jem - Talerz Zdrowego Żywienia w praktyce".
Graficznie Talerz zdrowego żywienia ma postać wykresu kołowego z rysunkami różnych produktów żywieniowych, przypominając talerz. Połowę zajmują warzywa i owoce (z przewagą warzyw), których łącznie dobowa podaż powinna wynosić co najmniej 400 g. Jedną czwartą Talerza zajmują pełnoziarniste produkty zbożowe, czyli m.in. z pominięciem białego pieczywa i słodkich płatków śniadaniowych, a zastępując je kaszą, pieczywem i makaronem razowym. Ostatnią ćwiartkę Talerza zajmują produkty będące źródłami białka: nasiona roślin strączkowych, mięso, ryby, jajka, mleko i produkty mleczne oraz roślinne zamienniki, jak również orzechy pestki i nasiona.
Mięso czerwone i przetwory mięsne powinny zostać ograniczone do 350-500 g na tydzień.  Ponadto zalecane jest ograniczenie spożycia soli, cukrów i napojów słodzonych oraz produktów wysokoprzetworzonych z dużą ilością soli, cukrów i tłuszczów (np. fast food, słone przekąski, gotowe ciasteczka, wafelki).
Dodatkowo w polskich Zaleceniach zdrowego żywienia znalazła się metoda "w 3 krokach do zdrowia", która polega na stopniowych zmianach nawyków żywieniowych, zamiast drastycznych, które są charakterystyczne dla "diet cud".

## Dieta Kwaśniewskiego
Termin „dieta optymalna” jest w Polsce często utożsamiany z dietą Kwaśniewskiego, która jest przeciwieństwem zalecanej „piramidy zdrowego odżywiania”.